# Daniëlle de Bruijn
Daniëlle de Bruijn, född 13 februari 1978 i Vlaardingen, är en nederländsk vattenpolospelare. Hon ingick i Nederländernas landslag vid olympiska sommarspelen 2000 och 2008.
Daniëlle de Bruijn tog OS-guld i damernas vattenpoloturnering i samband med de olympiska vattenpolotävlingarna 2008 i Peking. Hennes målsaldo i turneringen var 17 mål. Detta var de Bruijns andra framträdande i OS-sammanhang. Hon gjorde elva mål i Sydney där Nederländerna slutade på fjärde plats. EM-brons tog hon år 1997 i Sevilla, VM-silver 1998 i Perth och EM-silver 1999 i Prato.